# 長崎県出身の人物一覧
長崎県出身の人物一覧（ながさきけんしゅっしんのじんぶついちらん）は、Wikipedia日本語版に記事が存在する長崎県出身の人物の一覧表である。

## 公人

### 政治家

#### 国会議員

##### 現職
- 金子容三（自民、衆院2期、長崎3区）：長崎市[1]
- 古賀友一郎（自民、参院2期、長崎県）：諫早市
- 自見英子（自民、参院2期、比例区）：佐世保市
- 西岡秀子（国民、衆院3期、長崎1区）：長崎市
- 山田勝彦（立憲、衆院3期、比例九州ブロック）∶大村市
- 山本啓介（自民、参院1期、長崎県）：壱岐市

##### 元職
- 伊藤卯四郎（民社ほか、衆院9期）
- 伊吹元五郎（大政翼賛会、衆院1期）：長崎市
- 今川正美（社民、衆院1期）：佐世保市
- 臼井哲夫（無所属、衆院7期）：島原村（現：島原市）
- 大久保潔重（民主、参院1期）：諫早市
- 大隈信常（貴族院侯爵、衆院1期）：平戸市
- 大島寛爾（立憲政友、衆院1期）：堂崎村（現：南島原市）
- 小川寅六（無所属、衆院1期）：長崎市
- 加藤寛治（自民、衆院3期、長崎2区）：島原市
- 金子岩三（自民、衆院9期、農林水産大臣）：生月町（現：平戸市）
- 金子原二郎（自民、参院2期、長崎県、農林水産大臣、長崎県知事）：生月町（現：平戸市）
- 神近市子（社会、衆院5期）：佐々村（現：佐々町）
- 北村誠吾（自民、衆院8期、地方創生担当大臣）：小値賀町
- 木原津與志（社会、衆院6期）
- 久間章生（自民、衆院9期、防衛大臣）：加津佐町（現：南島原市）
- 倉成正（自民、衆院12期、外務大臣）：長崎市
- 倉成正和（自民、衆院1期）
- 小宮武喜（民社、衆院3期）：香焼町（現：長崎市）
- 小柳冨太郎（自由、衆院1期）：諫早村（現：諫早市）
- 佐保畢雄（立憲政友、衆院4期）
- 志佐勝（貴族院勅選）：福江村（現：五島市）
- 志波安一郎（立憲政友、衆院4期）：神代村（現：雲仙市）
- 篠崎年子（社会、参院1期）：佐世保市
- 白浜仁吉（自民ほか、衆院12期、郵政大臣）：若松町（現：新上五島町）
- 末次精一（立憲、衆院1期、比例九州ブロック]）：佐世保市
- 末吉光徳（自民、衆院1期）：有家町（現：南島原市）
- 宗重望（貴族院伯爵）
- 田浦直（自民、参院2期）：佐世保市
- 高橋作衛（貴族院勅選）
- 田川大吉郎（社会ほか、衆院5期）：大村市
- 田口健二（社民ほか、衆院3期）：大村市
- 田口長治郎（自民ほか、衆院7期・参院1期）：島原市
- 谷川弥一（自民ほか、衆院7期、長崎3区）：福江市（現：五島市）
- 谷口是巨（公明、衆院2期）
- 檀野礼助（無所属、衆院1期）：矢上村（現：長崎市）
- 綱島正興（自民ほか、衆院8期）：田平町（現：平戸市）
- 辻文雄（社会、民社、衆院２期）：佐世保市
- 富田愿之助（政友、衆院1期）：広田村（現：佐世保市）
- 富永隼太（衆院5期）：彼杵郡（現：大村市）
- 虎島和夫（自民、衆院5期）：福江市（現：五島市）
- 中瀬拙夫（大政翼賛会、衆院1期）
- 中野寛成（民主、衆院11期、拉致問題担当大臣）：長崎市
- 中村重光（社会、衆院9期）
- 中村弘海（自民、衆院5期）：江迎町（現：佐世保市）
- 中村不二男（立憲民政、衆院3期）：長浦村（現：長崎市）
- 中山マサ（自民ほか、衆院8期、厚生大臣＝女性初の閣僚）：長崎市
- 長與專齋（貴族院勅選）：大村藩
- 鍋島桂次郎（貴族院勅選）
- 名村泰蔵（貴族院勅選）
- 西岡武夫（民主ほか、参院2期・衆院11期、文部大臣・参院議長）：長崎市
- 西岡ハル（自民、参院1期、西岡竹次郎の妻・西岡武夫の母）：長崎市
- 野副重一（立憲政友、衆院1期）：諫早村（現：諫早市）
- 野原覚（社会、衆院4期）
- 則元卯太郎（立憲民政、衆院2期）：長崎市
- 初村謙一郎（新進、衆院1期）
- 初村滝一郎（自民、参院4期、労働大臣）
- 馬場元治（自民ほか、衆院10期、建設大臣）
- 早川忠孝（自民、衆院2期）：佐世保市
- 速見魁（社会、衆院1期）：佐世保市
- 平山泰朗（民主ほか、衆院1期）：壱岐市
- 福田衣里子（民主、衆院1期）：長崎市
- 古森泰（立憲政友）：厳原（現：対馬市）
- 本多市郎（自民ほか、衆院6期・参院1期）：南有馬町（現：南島原市）
- 本田英作（自由ほか、衆院5期）：長崎市
- 本田恒之（立憲民政ほか、衆院7期）：島原町（現：島原市）
- 牧山耕蔵（同交、衆院8期）：壱岐市
- 真島省三（共産、衆院1期）：佐世保市
- 松尾信人（公明、衆院1期）
- 松田九郎（自民、衆院2期）：佐々町
- 松永東（自民ほか、衆院9期、衆院議長）：北串山村（現：雲仙市）
- 松永光（自民、衆院10期、大蔵大臣・通商産業大臣・文部大臣）：南串山村（現：雲仙市）
- 松前達郎（社会、参院4期）
- 松山義雄（自民、衆院4期）：諫早市
- 真鍋儀十（自民ほか、衆院6期）：箱崎村（現：壱岐市）
- 宮崎栄治（衆院8期）：福江村（現：五島市）
- 宮崎角治（公明、衆院1期）
- 宮島大典（民主、衆院2期）：佐世保市
- 宮島滉（自民、参院1期）：佐世保市
- 森肇（昭和ほか、衆院6期）：御厨村（現：松浦市）
- 山川端夫（貴族院勅選）
- 山口喜久一郎（自民ほか、衆院11期、衆院議長）：佐世保市
- 山崎泉（民主、衆院1期）：南松浦郡
- 山田正彦（民主、衆院5期、農林水産大臣）：福江市（現：五島市）
- 横田虎彦（立憲政友、衆院4期）：深江村（現：南島原市）
- 渡辺汀（貴族院男爵）

#### 知事
太字は現職者（2020年4月時点）。
- 木下義介（宮崎県・香川県知事、衆院議員）：諫早村（現：諫早市）
- 久保勘一（長崎県知事、参院議員）：三井楽町（現：五島市）
- 近藤駿介（福井県・長野県・石川県・熊本県知事）
- 中村法道（長崎県知事）：有家町（現：南島原市）
- 西岡竹次郎（長崎県知事）：長崎市
- 橋本政実（茨城県・岐阜県知事）
- 牧朴真（青森県・愛媛県知事、衆院議員）：島原村（現：島原市）
- 真崎長年（佐賀県知事）
- 雪沢千代治（岩手県・熊本県・愛知県・京都府・愛媛県知事、衆院議員）
- 渡辺清（福岡県・福島県知事）：大村藩
- 渡邊昇（大阪府知事）：大村藩

#### 市町村長
太字は現職者（2020年4月時点）。
- 石田信明（第3代長崎県新上五島町長）：有川町（現：新上五島町）[2]
- 岩井敬太郎（福岡県大牟田市長）
- 植木元太郎（島原市長、衆院議員）：多比良村（現：雲仙市）
- 桟熊獅（佐世保市長）：佐世保市
- 金井俊行（長崎区長）：長崎市
- 金澤秀三郎（雲仙市長）：小浜町（現：雲仙市）
- 鐘ヶ江管一（島原市長）：島原市
- 黒田成彦（平戸市長）：生月町（現：平戸市）
- 小浦総平（佐世保市長）：浜ノ浦村（現：新上五島町）
- 白川博一（壱岐市長）：芦辺町（現：壱岐市）
- 杉澤泰彦（西海市長）：崎戸町（現：西海市）
- 園田裕史（大村市長）：大村市
- 田上富久（長崎市長）：岐宿町　(現：五島市)
- 田川務（長崎市長）：小長井町（現：諫早市）
- 田中隆一（西海市長）：西海市
- 鶴田豊（福岡県戸畑市長）：福江町（現：五島市）
- 朝長則男（佐世保市長）：佐世保市
- 友広郁洋（松浦市長）：上志佐村（現：松浦市）
- 中尾郁子（五島市長）：三井楽町（現：五島市）
- 中嶋太郎（諫早市長、衆院議員）
- 中田正輔（佐世保市長）：佐世保市
- 野口市太郎（五島市長）：福江市（現：五島市）
- 比田勝尚喜（対馬市長）：上対馬町（現：対馬市）
- 古川隆三郎（島原市長）：島原市
- 光武顕（佐世保市長、衆院議員）：佐世保市
- 宮本明雄（諫早市長）：諫早市
- 本島等（長崎市長）：北魚目村（現：新上五島町）
- 山口尚章（大村市長）
- 山中辰四郎（佐世保市長）：佐世保市
- 横山寅一郎（長崎市長）：大村市

#### 地方議会議員
- 赤木幸仁（長崎県議会議員）：長崎市
- 饗庭敦子（長崎県議会議員）：西彼杵郡
- 井口丑二（長崎県議会議員）：南有馬村（現：南島原市）
- 村田信之（釜石市議会議員、ジャーナリスト）

### 官僚
- 東良信（駐ルーマニア大使、内閣府審議官）：諫早市
- 池田克忠（東京労働基準局長）
- 岩崎四郎（名古屋矯正管区長）
- 岩佐哲也（総務省統計局統計高度利用特別研究官、総務省統計局長）：長崎市[3]
- 牛嶋俊一郎（経済企画庁総合計画局長）
- 織田央（林野庁次長）：雲仙市
- 笠井達彦（駐カザフスタン大使）
- 加藤達也（愛知県警察本部長）
- 清島傳生（東北管区警察局長）：長崎市
- 古賀茂明（内閣官房国家公務員制度改革推進本部事務局審議官）：佐世保市
- 国分象太郎（朝鮮総督府人事局長、李王職次官）
- 後藤敬一（国土交通省大臣官房審議官）
- 斎藤樹（警視総監、台湾総督府総務長官）
- 島重治（内務省土木局第一技術課長、大阪市土木部長）
- 正林督章（厚生労働省健康局長）
- 竹林義久（内閣府沖縄総合事務局長）
- 田代和彦（郵政大学校長、日本高速通信専務）
- 伊達木瀧之助（総務庁統計局統計調査部長）：長崎市
- 團宏明（郵政事業庁長官、郵便事業社長）：佐世保市
- 堤修三（長崎県立大学地域創造学部教授、厚生労働省老健局長・社会保険庁長官）：長崎市
- 鶴田浩久（国土交通省総合政策局長、国土交通省物流・自動車局長、同自動車局長、国土交通省大臣官房公共交通・物流政策審議官）：佐世保市[4]
- 冨永純正（コンゴ民主共和国大使）：佐世保市
- 橋本剛（長崎市議会議員、農林水産省改革推進室長）
- 浜口義曠（農林水産事務次官・食糧庁長官、日本中央競馬会理事長）：長崎市
- 林田博（国土交通省大臣官房技術総括審議官・港湾局長）
- 早田福蔵（朝鮮総督府法務局長）：佐須奈村（現：対馬市）
- 菱村彦十郎（台南市尹）：北松浦郡
- 平尾豊徳（農林水産省経営局長）
- 平田敬一郎（大蔵事務次官、日本開発銀行総裁）：瑞穂町（現：雲仙市）
- 平田研（国土交通省不動産・建設経済局長、国土交通省大臣官房総括審議官、長崎県副知事）[5]
- 藤原鉄太郎（関東都督府旅順民政署長）
- 古谷一之（内閣官房副長官補、財務省主税局長、国税庁長官）
- 前川征弘（駐エクアドル特命全権大使）
- 前畑安宏（文部省高等教育局長・生涯教育局長）
- 松尾長造（文部省宗教局長・図書局長）
- 三井米松（商工次官、大日本水産会会長）：対馬
- 安富正文（東京地下鉄会長、国土交通事務次官）：長崎市
- 山野内勘二（外務省経済局長）：佐世保市
- 山本忠通（国際連合事務次長）：佐世保市

### 法曹
- 安倍晴彦（裁判官・弁護士）
- 岩村修二（名古屋高等検察庁検事長）
- 田中萬一（最高検察庁刑事部長）：大村市
- 田中森一（検察官・弁護士）：平戸市
- 深沢新一郎（高等法院長）
- 渕上玲子（女性初の日本弁護士連合会会長）：西海市
- 森雅美（九州弁護士会連合会理事長）
- 山本和敏（東京高等裁判所判事）
- 横山聡（第二東京弁護士会副会長）

### 軍人
- 荒木五郎（陸軍少尉）
- 鴛淵孝（海軍少佐、第三四三海軍航空隊（剣部隊）戦闘第七〇一飛行隊隊長、紫電改）：小値賀町
- 古賀清志（海軍中尉）：佐世保市
- 作江伊之助（陸軍工兵伍長、爆弾三勇士の一人）：平戸市
- 北川丞（陸軍工兵伍長、爆弾三勇士の一人）：佐々町
- 城野宏（陸軍中尉）：長崎市
- 橘周太（陸軍中佐、軍神）：長崎市
- 鄭成功（中国・明代の軍人）：平戸市
- 冨永恭次 (陸軍中将)
- 冨永謙吾（海軍参謀）※恭次の弟｡
- 奈良晃（陸軍中将）
- 平城盛次（陸軍少将）
- 福田雅太郎（陸軍大将）：大村市
- 峯幸松（陸軍中将）
- 村田重治（海軍大佐、空母「赤城」飛行隊長、「翔鶴」飛行隊長）：島原村（現：島原市）
- 柳本柳作（海軍少将、航空母艦蒼龍艦長）：平戸市
- 吉田俊雄（海軍中佐）：佐世保市

### 自衛官
- 大賀良平（第12代海上幕僚長）：長崎市
- 齋藤聡（第36代海上幕僚長）：佐世保市
- 田浦正人（陸上自衛隊第7師団長）
- 高橋亨（第29代航空集団司令官）
- 古澤忠彦（第30代統合幕僚会議事務局長）：佐世保市出身
- 曲壽郎（第10代陸上幕僚長）

## 文化人

### 画家
- 岡本泰彰：西海市
- 樺島勝一：諫早市
- 菊畑茂久馬：長崎市
- 喜多迅鷹：長崎市
- 木村一生：長崎市
- 栗原玉葉：吾妻町（現：雲仙市）
- 黒崎義介：平戸市
- 古賀学：佐世保市
- 彭城貞徳
- 辻利平：星鹿村（現：松浦市）
- 長岡秀星：長崎市
- 野口弥太郎：諫早市
- 林田重正：諫早市
- ヤマサキユズル：長崎市
- 山田正孝：長崎市

### 写真家
- 一村哲也：長崎市
- 上野彦馬：長崎銀屋町（現・長崎市銀屋町）
- 梅本貞雄：長崎市
- 大石一男：長崎市
- 梶山正：長崎県生まれ、福岡県宗像市育ち
- 熊副穣：長崎市
- 栗林慧：田平町（現：平戸市）
- 杉吉ゆうじ：長崎県生まれ、奈良県育ち
- 田中康弘：佐世保市
- 中村正樹：長崎市
- 福岡将之：長崎市
- 前田悟志：佐世保市
- マツシマススム：諫早市

### 彫刻家
- 井手則雄
- 北村西望：南有馬村（現：南島原市）
- 北村治禧：長崎県生まれ、東京都北区に移住
- 小金丸幾久：武生水村（現：壱岐市）
- 富永直樹：長崎市
- 流政之：長崎県生まれ、東京都で過ごす
- Kana (現代美術家)：琴海町（現：長崎市）

### デザイナー・アートディレクター
- 岡本一宣：長崎市
- 門秀彦：長崎市
- 北吉敏文：平戸市
- 境沢孝：佐世保市
- 澤本嘉光：長崎市生まれ、神奈川県川崎市育ち
- 中島種夫：長崎市
- 藤原太一：福江村（現：五島市）
- 船橋芳信：長崎市
- ミハラヤスヒロ：長崎県生まれ、福岡県福岡市育ち

### 映画監督
- 荒戸源次郎：長崎県生まれ、福岡県育ち
- 伊東寿恵男：諫早市
- 小田一生：長崎市
- 佐々木元：小野村（現：諫早市）
- 島耕二：長崎市
- 辻理：長崎市
- 南部泰三：高来町（現：諫早市）
- 橋口亮輔：長崎市
- 松本准平：西彼杵郡
- 満田かずほ：長崎市
- 六車俊治：佐世保市
- 村岡克彦：諫早市
- 森﨑東：島原市
- 山口和彦：長崎市

### 作家
- 阿井景子：長崎市
- 青来有一：長崎市
- 新井悦子
- 井形慶子：長崎市
- 市川森一：諫早市
- 今村昌弘：諫早市
- 嬉野君
- 江本マシメサ
- 大泉黒石：長崎市
- 小川勝己
- 垣根涼介：諫早市
- カズオ・イシグロ：長崎市、2017年ノーベル文学賞受賞
- 神尾正武
- 岸川真：長崎市
- 栗田有起：崎戸町（現：西海市）
- 桑原譲太郎：佐世保市
- 河野修一郎：佐世保市
- 堺誠一郎：長崎市
- 佐久吉忠夫：大村市
- 佐多稲子：長崎市
- 佐藤正午：佐世保市
- 三方行成：諫早市
- 白石一郎：壱岐市
- 白石昇：多良見町（現：諫早市）
- 新城明
- 周防ツカサ
- 田内初義：壱岐市
- 高瀬千図：長与町
- 滝口康彦：佐世保市
- 田郷虎雄：北松浦郡平戸町(現：平戸市)
- 多田尋子
- 中里喜昭：長崎市
- 中村ケイジ：佐世保市
- 長薗安浩
- 仲町貞子：大三東村（現：島原市）
- 半井桃水：対馬市
- にしむらかえ
- 野呂邦暢：長崎市
- 林京子：長崎市
- 広津柳浪：長崎市
- 古屋安治：佐世保市
- 穂積驚：佐世保市
- 未須本有生：長崎市
- 峰隆一郎：佐世保市
- 宮崎康平：島原市
- 村上龍：佐世保市
- もとやまゆうほ
- 森敦：長崎市
- 吉田修一：長崎市
- 吉留路樹

### 落語家
- 三遊亭らっ好：佐世保市
- 林家しゅう平：松浦市

### 俳人・詩人・歌人
- 伊東静雄：諫早市
- 隈治人：長崎市
- 五島高資：長崎市
- 小紋潤：五島市
- 下村ひろし：長崎市
- 竹山広：南田平村（現：佐世保市）
- 田中俊廣：五島市
- 中原綾子
- 畑島喜久生：対馬市
- 馬場昭徳：長崎市
- 原田謙次：長崎市
- 福田須磨子：長崎市
- 前川明人：長崎市
- 松本恭子
- 三富朽葉：武生水村（現：壱岐市）
- 森澄雄：長崎市
- 山田かん：長崎市
- 山本康夫：小栗村（現：諫早市）

### 作詞家・作曲家・演奏家
- 江口貴勅：長崎市
- N.Q：諫早市
- 大島ミチル：長崎市
- 小野川浩幸：長崎県生まれ、福岡県育ち
- 門谷憲二：平戸市
- クサノユウキ：長崎市
- 小南数麿：壱岐市
- 冴咲賢一：佐世保市
- 酒井健吉：諫早市
- 田川文彦
- 田中潤也：佐世保市
- 田辺誠：宇久町（現：佐世保市）
- DJ URAKEN：長崎市
- 堂安一途
- 中原達彦：長崎市
- 中村彼方：佐世保市
- 西村宜隆（DJ YOSHITAKA）
- 野口猛：佐世保市
- 濱洋一：佐世保市
- 福島優子：長崎市
- 福田伸光
- 藤浦洸：平戸市
- 松岡貴史：佐世保市
- 武藤英明：雲仙市
- 山口修：長崎市
- 山口健作
- 山口寛雄

### 学者・教育者

#### 文学・言語学
- 有田忠郎（フランス文学、西南学院大学名誉教授）：佐世保市
- 上野智子（日本語学、高知大学教授）
- 潁原退蔵（国文学、京都大学教授）：新上五島町
- 大津栄一郎（アメリカ文学、明治学院大学名誉教授）
- 大野徹（ビルマ語学、大阪外国語大学名誉教授）：口之津町（現：南島原市）
- 小塩節（ドイツ文学、中央大学名誉教授）：佐世保市
- 川添愛（言語学、国立情報学研究所特任准教授）
- 川副国基（日本近代文学、早稲田大学名誉教授）
- 菊池威雄（国文学、岡崎女子短期大学教授）：長崎市
- 木下豊房（ロシア文学、千葉大学名誉教授）：長崎市
- 久米あつみ（フランス文学、東京女子大学名誉教授）：佐世保市
- 古賀允洋（ドイツ語学、熊本大学名誉教授）
- 小辻梅子（イギリス文学、熊本県立大学名誉教授）：五島列島生まれ
- 酒井信（文芸批評、明治大学准教授）：長崎市
- 島内景二（国文学、電気通信大学教授）
- 陣野俊史（フランス文学、早稲田大学非常勤講師）
- 田中道雄（国文学、佐賀大学名誉教授）
- 冨田健次（ベトナム語、大阪大学名誉教授）
- 鳥越文蔵（日本近世演劇、早稲田大学名誉教授）
- 土橋寛（国文学、同志社大学名誉教授）
- 橋本到（フランス文学、法政大学教授）
- 濱川博（大妻女子大学教授）
- 原子朗（日本近世文学、早稲田大学名誉教授）
- 兵藤正之助（関東学院大学名誉教授）
- 平井杏子（イギリス文学、昭和女子大学名誉教授）：長崎市
- 福田清人（文芸評論家、立教大学教授）：波佐見町
- 松室三郎（フランス文学、立教大学名誉教授）
- 松本昇（アメリカ文学、国士舘大学教授）
- 村上光彦（フランス文学、成蹊大学名誉教授）：佐世保市
- 目黒強（児童文学、神戸大学准教授）：佐世保市
- 山口謠司（文献学、大東文化大学准教授）
- 山本健吉（文芸評論家、文化勲章）：長崎市
- 吉海直人（国文学、同志社女子大学教授）
- 吉川栄治（国文学、滋賀大学名誉教授）：福江市（現：五島市）

#### 歴史学
- 秋月俊幸（日露関係史、北海道大学講師）
- 小畑弘己（考古学、熊本大学教授）
- 片岡弥吉（日本史、純心女子短期大学教授）
- 川本芳昭（東洋史、九州大学名誉教授）
- 木前利秋（西洋思想史、大阪大学教授）：長崎市
- 黒板勝美（日本古代史、東京帝国大学名誉教授）：波佐見町
- 瀬野精一郎（日本史、早稲田大学名誉教授）：佐世保市
- 高島正人（日本史、立正大学名誉教授）：川棚町
- 富永幸生（ドイツ現代史、青山学院大学教授）
- 外山幹夫（日本史、長崎大学名誉教授）：長崎市
- 虎尾俊哉（日本古代史、弘前大学名誉教授）：長崎市
- 鳥巣通明（崎門学、長崎県立女子短期大学学長）：長崎市
- 橋本増吉（東洋史、東洋大学教授）：諫早市
- 畑地正憲（東洋史、山口大学名誉教授）：長崎市
- 藤野保（日本近世史、九州大学教授）：国見町
- 松尾剛次（日本中世史、山形大学教授）：雲仙市
- 森茂暁 （日本中世史、福岡大学教授） ：国見町
- 安高啓明（日本史、熊本大学准教授）
- 山田憲太郎（東西交渉史、名古屋学院大学名誉教授）

#### 哲学・文化学・芸術学
- 秋山聰（西洋美術史、東京大学教授）
- 伊東順二（美術評論家、富山大学教授）：諫早市
- 朝永三十郎（西洋哲学、京都大学名誉教授）：川棚町
- 陰里鉄郎（美術評論家、女子美術大学教授）
- 加藤幹郎（映画学、京都大学名誉教授）：長崎市
- 近藤四郎（人類学、京都大学名誉教授）：長崎市
- 酒井卯作（民俗学）：西海町（現：西海市）
- 菅豊（民俗学、東京大学教授）
- 関敬吾（民俗学、東京学芸大学教授）
- 岳野慶作（神学、上智大学名誉教授）
- 中村昇（英米哲学、中央大学教授）：佐世保市
- 西牟田久雄（倫理学、東京電機大学教授）
- 桝屋友子（イスラーム美術史、東京大学教授）
- 松下孝幸（形質人類学、長崎大学教授）
- 松園万亀雄（人類学、東京都立大学 (1949-2011)名誉教授）
- 宮崎賢太郎（宗教学、長崎純心大学教授）
- 武藤一雄（宗教哲学、京都大学名誉教授）：長崎市

#### 法学・政治学
- 井上孚麿（憲法学、亜細亜大学教授）：平戸市
- 植木哲（民法学、千葉大学名誉教授）
- 川崎英明（刑事法、関西学院大学教授）
- 菊井維大（民事訴訟法、東京大学名誉教授）：長崎市
- 小口彦太（中国法、早稲田大学名誉教授、江戸川大学学長）：川棚町
- 児玉昌己（国際政治学、久留米大学教授）：佐世保市
- 坂元茂樹（国際法、神戸大学名誉教授）：長崎市
- 笹田栄司（憲法学、早稲田大学教授）
- 清水望（憲法学、早稲田大学名誉教授）：長崎市
- 高橋作衛（国際法、東京帝国大学名誉教授）
- 永田菊四郎（民法学、日本大学総長）
- 橋川文三（政治思想史、明治大学教授）：対馬市
- 林田学（東洋大学教授、弁護士）
- 古川俊一（行政学、筑波大学教授）：平戸市
- 松村和徳（民事訴訟法、早稲田大学教授）：美津島町（現：対馬市）
- 吉次公介（政治学、立命館大学教授）
- 吉富重夫（行政学、北九州市立大学学長）：佐世保市

#### 経済学・商学
- 伊藤久秋（立地論、青山学院大学名誉教授）
- 岩永忠康（流通政策、佐賀大学教授）
- 菊谷正人（会計学、法政大学教授）
- 楠井敏朗（アメリカ経済史、横浜国立大学名誉教授）：長崎市
- 佐護誉（経営学、九州産業大学学長・名誉教授）：対馬市
- 菅沼貞風（経済史、高等商業学校教諭）：平戸市
- 高尾厚（保険学、神戸大学名誉教授）
- 高野岩三郎（社会経済学、日本統計学会会長）：西彼杵郡
- 高橋賢（会計学、横浜国立大学教授）：諫早市
- 武田信照（経済史、愛知大学学長）：佐世保市
- 田崎慎治（海運論、神戸商業大学（現神戸大学）初代学長）：西彼杵郡
- 鳥羽達郎（マーケティング論・流通論、富山大学教授）：佐世保市
- 永池克明（経営学、九州大学教授）
- 中尾茂夫（経済学、明治学院大学教授）：長崎市
- 中山弘正（経済政策、明治学院大学名誉教授）：佐世保市
- 原俊雄（会計学、横浜国立大学経営学部長・教授）：長崎市
- 平島真一（国際経済論、専修大学教授）：佐世保市
- 平山祐次（マクロ経済学、長崎県立大学学長）：福江市（現：五島市）
- 松尾展成（経済史、岡山大学名誉教授）：島原市
- 松林正一郎（経営学、多摩大学教授）：口之津町（現：南島原市）
- 間宮陽介（社会経済学、京都大学名誉教授）：長崎市
- 森川英正（経営史学、法政大学・横浜国立大学・慶應義塾大学教授）：佐世保市
- 山崎良也（理論経済学、九州大学教授、九州産業大学学長・名誉教授）
- 吉見宏（会計学、北海道大学教授）
- 吉牟田勲（税法学、筑波大学教授）：佐世保市

#### 教育学・社会学・心理学・体育学
- 井上由美子（社会福祉学、城西国際大学教授）
- 岩永健司（社会科教育学、群馬大学教授）：佐世保市
- 牛島義友（教育心理学、九州大学名誉教授）
- 梅野正信（社会科教育学、上越教育大学教授）
- 大石武士（体育学、駒澤大学名誉教授）
- 桂英史（図書館情報学、東京芸術大学教授）
- 下田直春（社会学、立教大学教授）
- 末吉悌次（教育社会学、広島大学名誉教授）
- 鈴木栄太郎（農村社会学、和光大学教授）
- 田近洵一（国語教育学、東京学芸大学名誉教授）：島原市
- 田中克佳（教育史学、慶應義塾大学名誉教授）：長崎市
- 花田達朗（メディア論、東京大学名誉教授）
- 林力（同和教育、九州産業大学教授）
- 古川竹二（血液型性格分類、東京女子高等師範学校教授）
- 堀光亀（海運学、東京商科大学教授）：島原市
- 松園俊志（観光学、東洋大学名誉教授）:佐世保市
- 溝口元（科学史学、立正大学教授）
- 毛利嘉孝（メディア論、東京芸術大学教授）
- 森楙（社会教育学、広島大学名誉教授）
- 矢川徳光（ソヴィエト教育学、日本大学予科教授）：長崎市
- 山下英三郎（社会福祉学、日本社会事業大学名誉教授）：長崎市

#### 理学
- 赤松秀雄（有機半導体、横浜国立大学教授）：佐世保市
- 太田一也（火山学、九州大学名誉教授）：国見町（現：雲仙市）
- 梶原壌二（多変数関数論、九州大学名誉教授）
- 金久實（計算生物学、京都大学特任教授）
- 木下良（地理学、國學院大学教授）
- 木村由莉（古生物学、国立科学博物館地学研究部研究主幹）
- 隈部正博（数理論理学、放送大学教授）
- 巨智部忠承（地質学、農商務省地質調査所長）：長崎市
- 佐々治寛之（昆虫学、福井大学名誉教授）
- 嶌洪（系統分類学、九州大学名誉教授）：長崎市
- 下村脩（緑色蛍光タンパク質の発見、ボストン大学名誉教授、ノーベル化学賞）
- 長岡半太郎（土星型原子モデルの提唱、大阪帝国大学総長、文化勲章）：大村市
- 由佐悠紀（地球物理学、京都大学名誉教授）
- 横山又次郎（地質学、東京帝国大学教授）
- 脇山徳雄（物性物理学、東北大学名誉教授）

#### 工学
- 雨谷昭弘（電気工学、同志社大学名誉教授）：長崎市
- 井川学（環境化学、神奈川大学教授）
- 諫見泰彦（建築学、九州産業大学准教授）：諫早市
- 石橋一彦（建築構造学、千葉工業大学教授）
- 井上晃（原子力工学、東京工業大学名誉教授）
- 上原春男（海洋温度差発電、佐賀大学学長）
- 梅崎太造（情報処理工学、名古屋工業大学教授）
- 遠藤健児（経営工学、武蔵工業大学名誉教授）
- 小野信輔（熱工学、九州大学名誉教授）
- 高原淳（高分子化学、九州大学教授）
- 武藤佳恭（電気工学、慶應義塾大学教授）
- 徳永勇雄（建築経済学、明治大学名誉教授）
- 前田三男（レーザー科学、九州大学名誉教授）：長崎市
- 松島博（土木工学、国士舘大学教授）
- 元良誠三（船舶工学、東京大学名誉教授）：長崎市
- 山口甲（河川工学、北海学園大学名誉教授）
- 吉識雅夫（船舶工学、東京大学名誉教授）：対馬市
- 渡辺渡（冶金学者、東京帝国大学工科大学長）

#### 農学
- 泉田洋一（農業経済学、東京大学名誉教授）
- 岩永勝（植物遺伝育種学、作物研究所所長）
- 内嶋善兵衛（農業気象学、お茶の水女子大学名誉教授）：島原市
- 太田誠一（農芸化学者、京都大学名誉教授）：長崎市
- 南鷹次郎（園芸学、北海道帝国大学学長）：大村市
- 初島住彦（植物学、鹿児島大学名誉教授）：島原市
- 比留木忠治（植物病理学、アルバータ大学名誉教授）：南松浦郡
- 松田英二（植物学）

#### 医学・歯学・薬学
- 大江慶治（消化器科、産業医科大学名誉教授）
- 大津留晶（消化器内科、長崎大学准教授）
- 緒方道彦（生理学、九州大学名誉教授）
- 小川隆広（インプラントの光機能化、カリフォルニア大学ロサンゼルス校終身教授）
- 海藤勇（消化器学、岩手医科大学教授）：長崎市
- 片峰茂（ウイルス学、長崎大学学長）：長崎市
- 籠山京（衛生学、上智大学名誉教授）：小浜町（現：雲仙市）
- 勝沼信彦（生化学、徳島文理大学学長）：長崎市
- 北村一郎（歯科医、名古屋大学教授）
- 木原雅子（社会疫学、京都大学准教授）：諫早市
- 楠本長三郎（内科学、大阪帝国大学総長）：西彼杵郡
- 水田祥代（小児外科、九州大学名誉教授）：長崎市（大分県生まれ）
- 高木逸磨（細菌学、横浜医科大学学長）
- 高村昇（公衆衛生学、長崎大学教授）
- 旦部幸博（微生物学、滋賀医科大学講師）
- 土山秀夫（病理学、長崎大学学長）：長崎市
- 前田重治（精神科、九州大学名誉教授）：長崎市
- 満屋裕明（世界初のHIV治療薬開発、熊本大学教授）：佐世保市
- 山下俊一（内分泌学、福島県立医科大学副学長）：長崎市

### 宗教家
- 竹田黙雷（禅僧）：壱岐
- ドミンゴス中村長八（カトリック司祭）：五島列島

### 教育者
- 大江スミ（東京女子高等師範学校教授）：長崎市
- 金子彪（広島県立広島国泰寺高等学校長）
- 近藤原理（障害児教育、長崎純心大学客員教授）：小値賀町
- 中村五六（静岡県女子師範学校校長）：南高来郡
- 中村六三郎（東京商船学校校長）：長崎市
- 畑島喜久生（児童文学、山梨大学講師）：対馬市
- 葉山万次郎（大阪外国語学校校長）：平戸町（現：平戸市）
- 矢島錦蔵（群馬県師範学校長）：島原藩

### 建築家
- 今村雅樹（日本大学教授）：長崎市
- 境沢孝
- 坂本復経
- 茂庄五郎
- 武松幸治
- 武基雄（早稲田大学名誉教授）：長崎市
- 鉄川与助：南松浦郡
- 中村享一：長崎市
- 福田重義
- 山脇巌（日本大学教授）

### 劇作家・演出家・脚本家
- 岩松了：川棚町
- えのもとぐりむ：佐世保市
- 岡部耕大：松浦市
- 笠浦友愛
- 金沢知樹
- 金子成人：佐世保市
- 沢村光彦
- 城谷厚司：長崎市
- 高田純
- 田中千禾夫：長崎市
- 永見徳太郎
- 野田秀樹（多摩美術大学教授）：崎戸町（現：西海市）
- 東由多加：台湾生まれ
- 松田正隆（立教大学教授）：北松浦郡
- 水谷竹紫：長崎市
- 溝口真希子

### 郷土史家
- 越中哲也：長崎市
- 永島正一：長崎市

### 漫画家
- 愛田真夕美
- あおやま英雄：福江市（現：五島市）
- 明日賀じゅん：長崎市
- あとり硅子
- 今道英治
- 岩谷テンホー：新上五島町
- 内田春菊：長崎市
- 蛭子能収：熊本県天草市生まれ、長崎市育ち
- 江平洋巳
- 大原由軌子：佐世保市
- 大山和栄：平戸市
- 岡野雄一：長崎市
- 押上美猫：福江市（現：五島市）
- おおた綾乃
- 刑部真芯
- 風華チルヲ
- かねさだ雪緒：五島市
- 川口幸範：大村市
- かわくぼ香織：長崎市
- 草場道輝：諫早市
- 久保ミツロウ：佐世保市
- くら☆りっさ：南高来郡
- ケン月影：佐世保市
- こいずみまり
- 小玉ユキ：佐世保市
- 小西紀行：島原市
- こはら裕子
- 桜去ほとり：佐世保市
- 左菱虚秋
- 柴田亜美
- 清水崑：長崎市
- 荘司としお
- 白山宣之：吾妻町（現：雲仙市）
- 新條まゆ：北松浦郡江迎町（現：佐世保市）
- 高井研一郎：佐世保市
- 谷川史子：大村市
- 椿あす：佐世保市
- 津山ちなみ
- 徳島早苗：大村市
- 仲尾ひとみ
- 中河友里
- ながやす巧
- 中本繁：崎戸町（現：西海市）
- 西岡由香：長崎市
- 袴田十莉
- 匣咲いすか：南島原市
- ひよどり祥子
- 深見じゅん
- 福田健太郎
- 藤丘ようこ
- 堀田かつひこ：佐世保市
- 松尾龍之介：長崎市
- 巻来功士：佐世保市
- 松島裕子：長崎市
- 松田奈緒子
- 松本洋子：西彼杵郡
- 丸尾末広
- 御厨さと美
- 水田恐竜
- Moo.念平：西彼杵郡
- 森本秀
- 山本おさむ：諫早市
- 夢路行
- 吉崎観音：諫早市
- ヨシノサツキ：五島市
- 吉村明美：長崎県生まれ、神奈川県横浜市育ち
- よしむらなつき：佐世保市
- 竜崎遼児：五島市
- 渡辺航

### アニメーション関係者
- 江口摩吏介（アニメ監督）
- 北原健雄
- 後藤潤二
- 貞方希久子
- 沢村光彦（アニメ脚本家）
- 鈴木伸一（アニメ監督）：長崎市
- 永丘昭典（アニメ監督）
- 藤原良二
- まさきひろ（アニメ脚本家）
- 増山修
- 椋尾篁（美術監督）：佐世保市
- 山本二三（美術監督）：長崎市
- 吉葉龍志郎（アニメ監督）

### 編集者・翻訳家
- 東江一紀（翻訳家）
- 粟田賢三（哲学者、編集者）
- 稲田智宏（神話研究家）
- 今村英生（オランダ通詞）
- 岩永正勝
- 江口末人（元毎日コミュニケーションズ（現：マイナビ）社長）
- 川崎竹一（フランス文学者、翻訳家）
- 北島明弘（映画評論家）
- 草間平作（翻訳家、作家）
- 小森厚（文筆家）
- 南風椎（編集者、翻訳家）：佐世保市
- 間崎ルリ子（児童文学翻訳家）
- 桝本セツ（ロシア語翻訳家）
- 松尾亜紀子（フェミニスト）：佐世保市
- 松田紀子（KADOKAWAメディアファクトリー、レタスクラブ編集長）
- 松竹伸幸（かもがわ出版編集長）：西海市
- 吉永良正（サイエンスライター、翻訳家）

### 平和運動家
- 片岡ツヨ：長崎市
- 川野浩一（原水爆禁止日本国民会議議長）：北朝鮮生まれ・長崎市
- 田中煕巳（日本原水爆被害者団体協議会事務局長）：満州生まれ・長崎市
- 松永照正（長崎原爆資料館館長・（公財）長崎平和推進協会初代事務局長 ）：長崎市
- 和田征子（日本原水爆被害者団体協議会事務局次長）：長崎市

## 芸能人

### 歌手
- 池田鴻：新上五島町
- 浦川翔平（ダンサー）（THE RAMPAGE from EXILE TRIBE）：長崎市
- 小田都弥可：五島市
- 小田聡美（Luxis）：五島市
- 梶原ひろみ：長崎市
- カミタミカ：北松浦郡
- 古賀力：佐世保市
- 三枝純子：佐世保市
- 佐田玲子：長崎市
- じまんぐ：佐世保市
- 末吉秀太（AAA）：佐世保市
- たいらいさお：佐世保市
- 平浩二：佐世保市
- TAKAHIRO（EXILE）：佐世保市
- 田﨑あさひ（Bitter & Sweet）：長崎市
- 鳥羽ゆう子：長崎市
- ナイス橋本：長崎市
- fumika：長崎市
- 前川清：佐世保市
- 松尾雄史 : 諫早市
- MISIA：対馬市
- 溝野かなた：佐世保市
- 三岳慎之助（Love Harmony's, Inc.）：大村市
- 宮脇詩音：大村市
- 山田健登（Love Harmony's, Inc.）：佐世保市
- 脇田もなり：五島列島

### シンガーソングライター
- 岡崎律子：西彼杵郡高島町端島（現：長崎市）
- 九州男：長崎市
- さだまさし：長崎市
- タナカハルナ：大村市
- 福山雅治：長崎市
- 松尾貴臣：長崎市
- 美里ウィンチェスター
- 美輪明宏（丸山明宏）：長崎市

### バンド・グループ・デュオ
- 嘘つきバービー
- O's：五島
- 横道坊主
- クリスタルキング：佐世保市で結成
- ハイポジ
- フリーウェイハイハイ（元・海人〔うみんちゅー〕）
- 松千：佐世保市
- LAMP IN TERREN
- SHANK

### ミュージシャン
- 石川広志（ドラマー）：時津町
- 入江秀忠（B・C・KINGボーカル）
- 氏原ワタル（DOES）：加津佐町（南島原市）
- 川谷絵音（indigo la End、ゲスの極み乙女。）
- 小林樹音
- SPEED STAR SYPAN JOE（DASEIN、SEX MACHINEGUNS）：大村市
- 高浪敬太郎（元ピチカートファイブ）
- ツージーQ（ベーシスト）：長崎市
- 中川敬輔（Mr.Children）
- 中森泰弘（ギタリスト）
- ナカヤマシンペイ（ストレイテナー、THE PREDATORS）
- ハイポジ
- 平戸祐介（ジャズピアニスト）
- BUCCI（ET-KING）：島原市
- ホリエアツシ（ストレイテナー）
- Mass Alert：長崎市
- 増崎孝司（DIMENSION）：加津佐町（南島原市）
- 向山テツ（ドラマー）
- 諸岡ケンジ：佐世保市
- 山下和仁（ギタリスト）

### アイドル
- 相川恵里：長崎市
- 青山ひかる：佐世保市
- 井上理香子（元フェアリーズ）：長崎市
- 泉明日香
- 海月らな（LinQ）
- 樫澤優太（IVVY）
- 川後陽菜（元乃木坂46）：西海市
- 倉田まり子(坪田まり子)：諫早市
- 栗本柚希（リーフシトロン）
- 小柳朋恵（元仮面女子、スチームガールズ、ぴゅあふる）
- 橘ありか
- 長濱ねる（元欅坂46、けやき坂46）：五島列島、長崎市
- 橋本紗和
- 春乃きいな（ばってん少女隊)
- 福田真琳（つばきファクトリー）
- MilkShake：長崎市
- 森保まどか（元HKT48）：長崎市
- 山口綺羅（Girls²、元mirage²）
- 山本ゆかり

### 俳優
- 青山祥子
- 秋山真太郎（劇団EXILE）：長崎市
- 浅田祐二
- 麻生祐未：大阪府泉佐野市生まれ、長崎市育ち
- 足立梨花：佐世保市生まれ、三重県三重郡菰野町育ち
- ANZA：大村市
- 安寿ミラ（元宝塚歌劇団花組トップスター）：長崎市
- 諫早幸作
- いしだあゆみ：佐世保市生まれ、大阪府池田市育ち
- 岩永徹也：佐世保市
- 栄信
- 大城英司：諫早市
- 大久保麻梨子：佐世保市生まれ、兵庫県・福岡県育ち
- 岡本麗：佐世保市
- 風間舞子
- 鍜治洸太朗
- 金子昇：長崎市
- 川口春奈：五島市
- 河野秋武：現島原市
- 北浦昭義：長崎県生まれ、広島県広島市育ち
- 酒井博史：諫早市
- 坂上香織：長崎市
- 早霧せいな（元宝塚歌劇団雪組トップスター）：佐世保市
- 榊英雄：五島市
- 佐藤詩子
- 下条正巳
- 白川和子：佐世保市
- 白水ひより
- 平良千春
- 田川隼嗣
- 竹本孝之：長崎市
- 立石涼子：長崎市
- 田中優樹：長崎市
- 橘里依：佐世保市
- 谷口あかり:西海市
- 津島恵子
- 津田菜都美：大村市
- 椿ゆきこ
- 出口夏希
- 仲里依紗：東彼杵町
- 永井響：五島列島
- 中田弘二：長崎市
- 中村祐志：諫早市
- 成瀬正孝
- 西口輝：佐世保市
- 林田隆志：長崎市
- 原田貴和子：長崎市
- 原田知世：長崎市
- 浜崎茜
- 福田峰子
- 前原瑞樹：長崎市
- 三空凜花：大村市
- 三井善忠：東彼杵町
- 宮﨑香蓮：島原市
- 宮本行
- 望月歩：佐世保市
- 森山栄治
- 役所広司：諫早市
- 山辺有紀
- 若林豪

### モデル
- 茅島みずき
- 吉田莉桜

### 古典芸能
- 三遊亭らっ好（落語家）：佐世保市

### タレント
- 麻倉瑞季
- 荒木美裕
- 石田武（カンカラ）
- 岡部まり : 南島原市
- 大場千亜妃
- 大隈いちろう：諫早市
- 小野寺ゆき（レモンコマドリ）：新上五島町
- カステラ一番 : 諫早市
- 神戸蘭子：長崎県生まれ、宮崎県宮崎市育ち
- 剣持光：佐世保市
- 寿一実：佐世保市
- 木場事変（大仰天）：波佐見町
- スーパー3助（にゃんこスター）：佐世保市
- 高樹千佳子：長崎県生まれ、神奈川県横浜市育ち
- ちゃまくん：大村市
- 長崎亭キヨちゃんぽん：長崎市
- 中山省吾（元ポカスカジャン）：佐世保市
- 七尾カンナ：佐世保市
- ななみなな：佐世保市
- 日本一おもしろい大崎（ちゃんぴおんず）：諫早市
- 林田洋平（ザ・マミィ）：長崎市
- 松尾伴内：大村市
- マッキー
- 南野やじ
- ヤス（ナイチンゲールダンス）：長崎市

### 声優
- 蒼井のぞみ
- 厚地彩花
- 石森達幸
- 入江麻衣子
- 大竹周作
- 大水忠相
- 奥以桃子
- 影平隆一
- 仮屋昌伸
- 川原亜由美
- 桑原由気
- 小林遥子
- 佐藤健輔
- 塩川みほ
- 枝折努
- 柴田博史
- しもがまちあき
- 城雅子
- 田浦環
- 高塚純
- 立花芙実
- 田上由希子
- 立木文彦
- 田中葉月
- 谷川俊
- 津田匠子
- 永江智明
- 中田和宏
- 永田耕一
- 夏野菜緒
- 七瀬亜深
- 野中ここな
- 原川浩明
- 久松信美
- 福田信昭
- 古川小百合
- 古川玲
- 古木のぞみ：五島列島
- 宝亀克寿
- 南里侑香：佐世保市
- 瑞沢渓
- 峰恵研
- 森山栄治
- 山川敦也
- 山口茜
- 山口翔平
- 山下恵理子
- 山辺有紀
- 行成とあ
- 湯屋敦子
- 吉田愛理

### アダルトタレント
- 倉橋大賀（AV男優）：佐世保市
- 黒田悠斗（AV男優）
- 九重かんな
- 桜井萌

## スポーツ選手

### 野球

#### 現役選手
- 浦田俊輔（巨人）：長崎市
- 大瀬良大地（広島東洋）：大村市
- 川原陸（阪神）：長崎市
- 隅田知一郎（埼玉西武）：大村市
- 中村稔弥（千葉ロッテ）：佐世保市
- 中村優斗（東京ヤクルト）：諫早市
- 野口恭佑（阪神）：雲仙市
- 増田珠（東京ヤクルト）：長崎市

#### 元プロ野球選手
- 荒木政公
- 池田久之
- 池辺巌：長崎市
- 石橋尚登：平戸市
- 石本努：小川町
- 泉田喜義
- 稲尾義文
- 今村猛：佐世保市
- 浮田逸郎：佐世保市
- 内堀保：御船蔵町
- 江越大賀：南島原市
- 大久保勝也
- 太田正男
- 大坪幸夫：佐世保市
- 大庭宏
- 大平成一：東彼杵町
- 尾崎亀重：生月町
- 貝塚政秀：諫早市
- 柏木寿志：佐世保市
- 加藤隆行：長崎市
- 釜元豪：森山町
- 川崎義通
- 川島慶三：佐世保市
- 河津憲一：長崎市
- 菊川昭二郎
- 木村広：加津佐町
- 黒田一博
- 香田勲男：東彼杵町
- 古賀豪紀：佐世保市
- 小島善博：厳原町
- 酒井圭一：壱岐郡
- 柴田保光：島原市
- 柴原浩
- 下柳剛：長崎市
- 城島健司：佐世保市
- 白武佳久
- 新庄剛志：美津島町生まれ
- 杉斉英：福江市（現：五島市）
- 田中敬人：佐世保市
- 土田瑞起：千々石町
- 中村隼人：多良見町
- 中村政美
- 野田征稔：諫早市
- 野原将志：南島原市
- 野元浩輝：佐世保市
- 林田堅吾：島原市
- 原田賢治：対馬市
- 平川洋幸
- 平田勝男：松浦市
- 比留木虎雄：長崎市
- 藤原紘通：長崎市
- 古川秀一：佐世保市
- 堀幸一：長崎市
- 増本宏
- 松尾格：島原市
- 松尾輝義
- 松田和哉：西彼杵郡
- 松田遼馬：島原市
- 松永浩典：三和町
- 松本忍：諫早市
- 水口大地：諫早市
- 峰国安：西彼杵郡野母崎町
- 村田善則：佐世保市
- 本西厚博：長崎市
- 森岡良介：佐世保市生まれ、大阪府大阪市育ち
- 山川武範：長崎市
- 山口信二
- 山口哲治：諫早市
- 山田真実
- 吉田勝彦
- 吉田嵩：島原市
- 吉田直喜：佐世保市

#### その他
- 大久保哲也（九州産業大学硬式野球部監督）：諫早市
- 垣野多鶴（元NTT東日本硬式野球部監督）：佐世保市
- グエン・トラン・フォク・アン（元東芝野球部）：大村市生まれ、兵庫県姫路市育ち
- 小島啓民（北海道ガス硬式野球部監督）：諫早市
- 早田咲紀（元女子プロ野球選手）
- 髙嶋仁（元智弁学園和歌山高等学校野球部監督）：五島列島
- 村中秀人（東海大学付属甲府高等学校野球部監督）
- 山口義治（プロ野球審判員）
- 吉田洸二（山梨学院高等学校野球部監督）：佐世保市

### サッカー
- 岩本文昭：香焼町（現：長崎市）
- 池松大騎
- 梅崎司：諫早市
- 江川湧清：南島原市
- 大久保誠
- 斧澤隼輝
- 圍謙太朗
- 沖野将基：大村市
- 勝矢寿延
- 小林伸二
- 小嶺忠敏（国見高校元校長および同校サッカー部元総監督）
- 坂井大将：長崎市
- 鹿山拓真：長崎市
- 茂平：大村市
- 柴崎晃誠
- 芝田貴臣
- 柴田隆太朗：長崎市
- 高木琢也：南高来郡北有馬町（現：南島原市）
- 田川亨介：諫早市
- 塚本秀樹
- 徳永悠平：南高来郡国見町（現：雲仙市）
- 飛石孝行
- 中村北斗：西彼杵郡多良見町（現：諫早市）
- 百武義成
- 兵藤慎剛: 長崎市
- 毎熊晟矢
- 前川和也：平戸市
- 松田浩：長崎市
- 松橋章太：諫早市
- 松橋優：諫早市
- 路木龍次
- 三好洋央
- 村田一弘
- 渡邉大剛
- 森保一：長崎市
- 矢野由治：長崎市
- 吉岡雅和：南高来郡布津町（現：南島原市）
- 吉田麻也：長崎市
- 小島光顕：南島原市

### 相撲

#### 現役力士
- 對馬洋勝満（十両）：諫早市
- 平戸海雄貴（前頭）：平戸市

#### 元力士
- 有明吾郎（元小結）：島原市
- 生月鯨太左衛門（伝説の巨漢力士）：肥前国松浦郡（現：平戸市）
- 五ツ海義男（元小結）：奈良尾村（現：新上五島町）
- 五ツ潟吉衛（元十両）：南松浦郡
- 五ツ嶋奈良男（元大関）：奈良尾村（現：新上五島町）
- 五ッ洋義一（元前頭）：有川町（現：新上五島町）
- 雲仙嶽光徳（元十両）：佐世保市
- 雲仙山尚敏（元十両）：加津佐町（現：南島原市）
- 追手風常吉（元大関）：長崎市
- 諫誠章道（幕下）：諫早市
- 金開山龍（元前頭、現高崎親方）：大村市
- 佐田の富士哲博（元前頭）：加津佐町（現：南島原市）
- 佐田の山晋松（第50代横綱、第7代日本相撲協会理事長）：有川町（現：新上五島町）
- 嗣子鵬慶昌（元前頭）：森山町（現：諫早市）
- 隆乃若勇紀（元関脇）：生月町（現：平戸市）
- 玉ノ海梅吉（元関脇、相撲解説者）：大村市
- 玉龍大蔵（元小結）：長崎市
- 出羽嵐大輔（元前頭）：上県町（現：対馬市）
- 玉垣額之助 (1784年生)（元大関）：肥前国高来郡（現：雲仙市）
- 對馬洋弥吉（元大関）：久和村（現：対馬市）
- 出羽乃富士智章（元十両）：大村市
- 時津海正博（元前頭）：福江市（現：五島市）
- 常盤野藤兵衛（元前頭）：長崎市
- 常盤山小平治 (1826年生)（元関脇）：南島原市
- 濵ノ石政吉（元十両）
- 肥州山栄（元関脇）：佐世保市
- 平ノ戸三之助 (1857年生)（元前頭）：佐世保市
- 平ノ戸千代蔵（元前頭）：佐世保市
- 福田山幸雄（元前頭）：諫早市
- 政風基嗣（元十両）：長崎市
- 吉ノ岩義行（元十両）：大村市
- 吉の谷彰俊（元前頭）：三井楽町（現：五島市）
- 隆昌山勝茂（元十両）：西海市
- 両国梶之助（元小結、現境川親方）：長崎市
- 両國梶之助 (1874年生)（元小結）：北高来郡（現：諫早市）
- 両國梶之助 (1907年生)（元関脇）：長崎市
- 下田圭将（元幕下）：島原市

### 陸上
- 井上大仁
- 梅津富浩
- 鬼塚翔太：松浦市
- 木滑良
- 定方俊樹：大村市
- 田端健児：有川町（現：新上五島町）
- 出岐雄大
- 寺田夏生：時津町
- 廣中璃梨佳
- 藤永佳子：佐々町
- 藤原新：多良見町（現：諫早市）
- 前田和之：時津町
- 松尾良一：大村市
- 宮崎久：南串山町（現：雲仙市）
- 森智香子：長与町
- 山本凌雅：諫早市

### 柔道
- 池田賢生
- 桂嵐斗（2017年世界カデ柔道選手権大会優勝）
- 坂上洋子（1992年バルセロナ五輪・女子72キロ超級銅メダリスト）
- 佐野奈津子
- 佐原恭輔
- 田川兼三（グランドスラム・デュッセルドルフ2018優勝）
- 永瀬貴規（2015年世界柔道選手権大会優勝、リオデジャネイロ五輪銅メダリスト、2020年東京五輪金・銀メダリスト）：長崎市
- 平尾勝司
- 深見利佐子：佐世保市（タイ代表）[6]
- 松尾徳子
- 丸山顕志（1991年アジア柔道選手権大会優勝）
- 向井幹博（1986年グッドウィルゲームズ優勝）
- 村元辰寛（2000年アジア柔道選手権大会優勝）：長崎市
- 山中圏一：佐世保市

### 剣道
- 植田史生：小浜町（現：雲仙市）
- 小川春喜（1985年世界剣道選手権大会準優勝）
- 香田郡秀（1985年世界剣道選手権大会優勝）：長崎市
- 寺井知高：東彼杵町
- 吉田泰将：長崎市

### 体操
- 内村航平（世界選手権6連覇、2012年ロンドンオリンピック・2016年リオデジャネイロオリンピック個人金メダリスト）：諫早市
- 内村周子（内村航平の母）
- 塚原千恵子
- 速見佑斗
- 椋本啓子

### バスケットボール
- 大野慎子（元JOMOサンフラワーズ）：佐世保市
- 川上聖子（新潟アルビレックスBBラビッツ）
- 小磯典子（元JOMOサンフラワーズ、元アイシン・エィ・ダブリュ ウィングス、元日本代表）
- 小久保眞（アースフレンズ東京Z）
- 酒井泰滋（元日立サンロッカーズ）：諫早市
- 庄司亮介（アイシン・エィ・ダブリュ アレイオンズ安城）
- 高岡大輔（元仙台89ERS）
- 田中大貴（アルバルク東京）
- 出岐奏（新潟アルビレックスBBラビッツ）
- 中川聴乃（シャンソンVマジック、元日本代表）
- 永田睦子（元シャンソンVマジック、元日本代表）
- 永田萌絵（トヨタ自動車アンテロープス）：佐世保市
- 浜口秀樹（モントリオールオリンピック日本代表）
- 林田明佳（元シャンソンVマジック、元日本代表）：大村市
- 藤原岳志（元兵庫ストークス）
- 古海五月（元共同石油サンフラワーズ、元日本　　代表）
- 米須玲音（川崎ブレイブサンダース、日本大学）：佐世保市
- 高比良寛治(長崎ヴェルカ）：佐世保市
- 松崎裕樹（横浜ビー・コルセアーズ）：大村
- 松崎圭介（鹿児島レブナイズ）
- 松山ゆかり（元共同石油サンフラワーズ、元日本代表）
- 御手洗貴暁（元レラカムイ北海道）：長崎市

### バレーボール
- 伊藤望（元東レアローズ）：佐世保市
- 井上俊輔（元JTサンダーズ）：長崎市
- 岩永麻里江（元PFUブルーキャッツ）：諫早市
- 大浦正文（元サントリーサンバーズ、元日本代表）：対馬市
- 小川貴史（元大分三好ヴァイセアドラー）：長崎市
- 北島武（元堺ブレイザーズ、元全日本代表）：佐世保市
- 古賀幸一郎（元豊田合成トレフェルサ・NECブルーロケッツ）：佐世保市
- 古賀太一郎（東京グレートベアーズ、元豊田合成トレフェルサ）：佐世保市
- 古藤千鶴（元久光製薬スプリングス・PFUブルーキャッツ）：長与町
- 重村健太（元豊田合成トレフェルサ）：佐世保市
- 菅直哉（元JTサンダーズ・NECブルーロケッツ）：島原市
- 高田ありさ（元東レアローズ）：長崎市
- 田中瑞稀（JTマーヴェラス）：佐世保市
- 朝長孝介（元豊田合成トレフェルサ・堺ブレイザーズ、元日本代表）：大村市
- 中島未来（東レアローズ滋賀）：諫早市
- 永野健（元パナソニックパンサーズ、日本代表）：佐世保市
- 日高誠（元JTサンダーズ）：島原市
- 濱口華菜里（元東レアローズ）：諫早市
- 福島政則（元豊田合成トレフェルサ）：雲仙市
- 福田みつ子（元上尾メディックス・フォレストリーヴズ熊本）：波佐見町
- 丸山祥二（元つくばユナイテッドSun GAIA・豊田合成トレフェルサ）：松浦市
- 満永ひとみ（元オレンジアタッカーズ・久光製薬スプリングス、元日本代表）：長崎市
- 宮田由佳里（元東レアローズ）：諫早市
- 山添信也（元パナソニックパンサーズ）：新魚目町（現：新上五島町）
- 吉永美保子（元NECレッドロケッツ）：北松浦郡

### バドミントン
- 大束忠司（2004年アテネ五輪代表）：長崎市
- 松田友美

### テニス
- 石黒修（俳優・石黒賢の父）：長崎市

### ラグビー
- 池田圭治：南島原市
- 伊東力：長崎市
- 伊東秀剛
- 大熊克哉：長崎市
- 大澤蓮
- 大道勇喜
- 岡﨑航大
- 岡﨑颯馬
- 尾﨑章
- 亀井茜風
- 川口皓平
- 川原佑（ラグビーレフリー）
- 菅藤心
- 菅藤友
- 小森光太郎
- 猿渡知：長崎市
- 下山翔平
- 陣川真也
- 末永敬一朗
- 杉永亮太
- 末結希
- 脊川穏
- 髙橋昴平
- 田辺雅文
- 平浩二
- 高谷順二
- 竹本隼太郎：長崎市
- 竹本竜太郎：長崎市
- 朝長駿：長崎市
- 長谷川寛太
- 平井将太郎
- 平川隼也：長崎市
- 平野航輝
- 藤崎朱里：長崎市
- 前田土芽：長与町
- 松本剛（ラグビーレフリー）：長崎市
- 水上彰太
- 村上大記
- 村田大志：諫早市
- 山口泰輝：長崎市
- 山崎雄希
- 山下憲太
- 山下一
- 吉田克也
- 吉田伸介
- 吉田尚史
- 吉原崇宏（ラグビーレフリー）：長崎市

### ハンドボール
- 川端勝茂：長崎市
- 志水孝行：長崎市
- 田中茂：佐世保市
- 田中大介：長崎市
- 田中雄大
- 野口智秀
- 濱口直大：長崎市

### ボクシング
- 内山高志：長崎県生まれ、埼玉県春日部市育ち
- 川口勝太：長崎市
- 黒木健孝：佐世保市
- ダイナマイト松尾：長崎市
- 土山直純：長崎市
- 村田碧

### プロレス
- 阿修羅・原：森山町（現：諫早市）
- アステカ：長崎市
- 大仁田厚（元自由民主党参議院議員）：長崎市
- KAORU：佐世保市
- 塚本拓海：生月町（現：平戸市）
- 長与千種：大村市
- ビクトリア富士美
- まるこ：時津町
- ミスター雁之助：長崎市
- 力道山：大村市

### 格闘技
- 井上克也
- 入江秀忠：対馬市
- 塚本徳臣（空手家）：諫早市
- 中村知大（空道家）
- 西良典：新上五島町
- 西浦聡生：東彼杵郡
- 廣田瑞人：諫早市
- 堀江圭功：佐世保市
- 水町浩
- 山本真弘（キックボクサー）

### 水泳
- 清水啓吾（1960年ローマ五輪・4×100mメドレーリレー銅メダリスト）
- 田中聡子（1960年ローマ五輪・100m背泳ぎ銅メダリスト）：佐世保市
- 中尾美樹（2000年シドニー五輪・200m背泳ぎ銅メダリスト）：長崎市
- 山口美咲：諫早市

### 競輪
- 荒井崇博:雲仙市
- 出口倫子*：五島市
- 井上昌己（2004年アテネ五輪銀メダリスト）：長崎市
- 川島勝：佐世保市
- 木庭賢也：佐世保市
- 高尾貴美歌*
- 高橋朋恵*
- 中頭正一
- 豊岡弘（1988年ソウルオリンピック1000mタイムトライアル16位）：佐世保市
- 山口伊吹*

### 競馬
- 國平幸一
- 左海誠二：琴海町（現：長崎市）
- 白浜雄造：佐世保市

### ボートレース
- 赤坂俊輔：長崎市
- 飯山晃三
- 井川正人
- 岩永高弘
- 大串重幸
- 太田和美：佐世保市
- 尾崎雄二
- 桑原悠
- 下條雄太郎：壱岐市
- 中嶋誠一郎：大村市
- 中村亮太
- 仁科さやか
- 真庭明志
- 山崎昂介

### その他
- エイミー・コガ（プロゴルファー）
- 小池沙紀（プロボウラー）
- 宮塚英也（トライアスロン選手）
- 原田龍之介（セーリング、2012年ロンドン五輪代表）

## 実業家
- 相浦紀一郎（大阪商船三井船舶社長）
- 相川賢太郎（三菱重工業社長、会長）：長崎市
- 相川哲郎（三菱自動車工業社長）
- 秋本英樹（リンガーハット社長）
- 阿野洋介
- 荒木誠也（アストモスエネルギー社長）
- 池内比呂子（テノ. ホールディングス創業者・社長）：大村市
- 稲田直治（あおみ建設社長）
- 井上俊春（丸大食品社長）
- 今里広記（日本精工社長）：波佐見町
- 今道潤三（TBS社長）：諫早市
- 井村健輔（不二越会長・社長）
- 猪山英徳（大陽東洋酸素副社長）
- 上田卓司（フジタ社長）
- 上田良一（NHK会長、米国三菱商事社長）：島原市
- 牛丸俊三（パナソニック副社長）：長崎市
- 梅屋庄吉（日活創業者）
- 江頭邦雄（味の素会長・社長、日本経団連副会長）：佐世保市
- 江頭敏明（三井住友海上火災保険会長・社長）：長崎市
- 榎啓一（エヌ・ティ・ティ・ドコモ東海社長）
- 尾崎元規（花王社長、会長）
- 大久保繁雄（三菱石油社長、千代田化工建設社長）
- 樫沢利博（兼松会長）：長崎市
- 金森廣（韓国三菱商事社長）
- 金子源吉（テレビ長崎会長・社長）
- 神近義邦（長崎オランダ村・ハウステンボス社長）：西彼町（現：西海市）
- 川橋猛（日本電気副社長、東洋通信機社長）
- 久保富夫（三菱自動車工業会長・社長）
- 倉場富三郎：長崎市
- 小出寛治（NTTファイナンス社長）
- 香田哲朗（アカツキ共同創業者・CEO）：佐世保市
- 小久保徳子（ゆびとま創業者・社長）：高島町（現：長崎市）
- 小曽根星海
- 佐々野諸延（リンガーハット社長）
- 佐伯孝（日清製粉会長・社長）：佐世保市
- 彭城嘉津馬
- 貞松成（AIAIグループ代表取締役）
- 澤山精一郎（澤山商会社長）
- 沢山精八郎（九州汽船社長、長崎銀行頭取）
- 鹿間千尋（日清丸紅飼料社長）
- 下村彌一（東亜国内航空会長）：佐世保市
- 白川篤典（ヴィレッジヴァンガードコーポレーション社長）
- 新谷雄二（日本テレビゲーム商業組合理事長）
- 杉田亮毅（日本経済新聞会長・社長）：大村市
- 高木邦夫（ダイエー社長）
- 髙田旭人（ジャパネットたかた社長）：佐世保市
- 髙田明（ジャパネットたかた創業者・社長）：平戸市
- 高田征一（ハウステンボス専務）
- 髙田春奈（V・ファーレン長崎社長）：佐世保市
- 高橋治則（イ・アイ・イ・インターナショナル社長）：平戸市
- 高橋義治（イ・アイ・イグループ会長・社長）
- 高山善司（ゼンリン社長）
- 田崎俊作（田崎真珠創業者）
- 田中健一（岡三証券社長）：島原市
- 玉城邦男（四国化成工業社長）：長崎市
- 坪井与（東映専務、東映化学工業社長）
- 永次廣（安川電機会長）：長崎市
- 中村藤一（日本製粉会長）
- 野田岩次郎（ホテルオークラ創業者）：長崎市
- 浜田彪（三菱造船社長）：福重村（現：大村市）
- 原口聞一
- 原田泳幸（日本マクドナルド会長・社長・CEO、Apple Computer社長、ベネッセコーポレーション社長）：佐世保市
- 平野富二（石川島造船所創立者）
- 平間正一（佐川急便社長）
- 深山英世（レオパレス21社長）：壱岐市
- 深山祐助（レオパレス21創業者）：壱岐市
- 福島昭英（マイクロソフト常務）：佐世保市
- 福島伸一（関西国際空港社長）：長崎市
- 渕木幹雄（マンパワー・ジャパン社長）：長崎市
- 古川英俊（三井住友銀行副頭取、SMBC信託銀行会長・社長）
- 古野清之（古野電気会長・社長）
- 古森重隆（富士フイルム会長・社長、日本放送協会経営委員長）
- 藤瀬政次郎（トーメン社長）
- 藤原謙次（ローソン社長、ファンケル社長）：五島市
- 増田信行（三菱重工業会長・社長）
- 松尾英三（島原鉄道社長）
- 松尾高精（西華産業会長・社長）
- 松尾新吾（九州電力会長・社長）：佐世保市
- 松園直已（ヤクルト本社副会長、ヤクルトスワローズオーナー）
- 松園尚巳（ヤクルト本社名誉会長・社長、ヤクルトスワローズオーナー）：三井楽町（現：五島市）
- 松永亀三郎（中部電力会長・社長、中部経済連合会会長）：壱岐
- 松永安左エ門（電力事業の先駆者、東邦電力社長）：壱岐
- 松本公一郎（小野薬品工業会長・社長）
- 光永久之（三井木材工業社長）
- 宮崎輝（旭化成会長・社長）：吾妻町（現：雲仙市）
- 三山近六（九州汽船社長）：時津村（現：時津町）
- 宮本憲史（安田倉庫会長・社長）
- 宮脇雅俊（十八銀行会長・社長）：玉之浦町（現：五島市）
- 村岡伊平治：南串山町（現：南島原市）
- 村木文郎（野母商船会長・社長）
- 森拓二郎（十八銀行頭取）：長崎市
- 大和屋隆喜（新日鉄化学会長・社長）
- 山下雅也（本田技研工業常務）：長崎市
- 山西由之（東京放送社長）
- 吉川昭彦（澤藤電機社長）
- 米田道生（大阪証券取引所社長）
- 若杉末雪（三井物産社長）

## マスメディア

### テレビプロデューサー
- 河野雄平（日本テレビ）
- 菅賢治（元日本テレビ）：佐世保市
- 中山和記

### 放送作家
- 海老原靖芳：佐世保市

### ジャーナリスト
- 伊藤明彦（原子爆弾被爆証言取材の第一人者）：東京都生まれ、長崎市育ち
- 加藤清隆（時事通信社特別解説委員）：長崎市
- 高瀬毅：長崎市
- 立花隆：長崎市
- 常岡浩介：島原市
- 西川恵（毎日新聞編集委員）
- 萩尾信也（毎日新聞社会部長）
- 美里泰伸：佐世保市

### アナウンサー・キャスター
NBC長崎放送
- 岸竜之介：長崎市
- 國枝政晃：長崎市
- 早田紀子：長崎市
- 豊﨑なつき：長崎市
- 林田繁和：長崎市
- 平松誠四郎（現在は他の部署へ）：長崎市
- 村山仁志：長崎市

KTNテレビ長崎
- 榎由里絵：長崎市
- 大村咲子：長崎市
- 小田久美子：長崎市
- 烏山拓巳
- 後藤綾太：壱岐市
- 琴岡美紅：川棚町
- 中村愛：玉之浦町（現：五島市）
- 平仙浩教：長崎市
- 本田舞：長崎市
- 後藤綾太：壱岐市

NCC長崎文化放送
- 大嶋真由子：長崎市
- 佐藤綾子：国見町（現：雲仙市）
- 志久弘樹：佐世保市

NIB長崎国際テレビ
- 外村倫子：長崎市
- 中島彩：佐世保市
- 松田大河：雲仙市

日本放送協会
- 秋山浩志（放送センター）：大島町（現：西海市）
- 江藤泰彦（大阪局）：長与町
- 川崎寛司（福島局）：五島列島
- 黒氏康博（長崎局）：長崎市
- 柴崎尚美（神戸局）：長崎市
- 林田理沙（放送センター）：神奈川県育ち
- 松尾剛（広島局）：福島町（現：松浦市）
- 松岡忠幸（金沢局）：長崎市
- 宮﨑あずさ（徳島局→仙台局）
- 吉田真人（奈良局）：長崎市

キー局
- 岩井健浩（TBS）：佐世保市
- 浦口直樹（元TBS）：長崎市
- 小島一慶（元TBS）
- 迫文代（元テレビ朝日）
- 永尾亜子（元フジテレビ）：新上五島町
- 東島衣里（ニッポン放送）
- 森本智子（元テレビ東京）：長崎市

その他民放局
- 上枝一樹（KTS鹿児島テレビ）：長崎市
- 岡林豊明（元KTV関西テレビ）
- 影平晶（元KBC九州朝日放送）：長崎市
- こはまもとこ（エフエム福岡）
- 近藤鉄太郎（KBC九州朝日放送）：小値賀町
- 酒井俊幸（元STSサガテレビ）：大村市
- 坂田周大（RKB毎日放送）：長崎市
- 舘原美幸（元OBS大分放送）：南島原市
- 冨永実加子（OAB大分朝日放送）
- 田口豊太郎（CBC中部日本放送）：諫早市
- 名切万里菜（FTV福島テレビ契約）
- 畑中香保里（KKT熊本県民テレビ）
- 本野大輔（ytv読売テレビ）：佐世保市
- 山田邦博（RKK熊本放送）：長崎市

フリー
- 荒生暁子（元NHK岡山放送局・NHK広島放送局契約）：長崎市
- 石橋竜史
- 上谷理佳（元NHK放送センター契約）：長崎市
- 円田智子（元KTNテレビ長崎）：佐世保市
- 笠井由香里（元KTNテレビ長崎）：長崎市
- 川谷伊代（元NHK大阪放送局契約）：佐世保市
- 岸則子（元FM横浜契約）
- 岸本哲也（元NCC長崎文化放送）
- 草野仁（元NHK）：旧満州国生まれ、島原市育ち
- 佐々野宏美
- 佐藤利恵（元NBC長崎放送）：佐世保市
- 佐藤倫子（元名古屋テレビ放送）：島原市
- 高瀬美子（元CRT栃木放送）：諫早市
- 高橋綾：大村市
- 田崎日加理（元KBC九州朝日放送）：長崎市
- 千北英倫子（元NIB長崎国際テレビ）：佐世保市
- 槌田禎子（元KTNテレビ長崎）
- 長井ありさ（元NBC長崎放送）
- 長岡千夏（元KTNテレビ長崎）：長崎市
- 中村直美（元NHK長崎放送局契約）
- 林田紀子（元NBC長崎放送）：長崎市
- 平尾由希（元NHK長崎放送局契約）：佐世保市
- 堀江良信
- 前田真里（元NCC長崎文化放送）
- 松永友幸（元KTNテレビ長崎）
- 安河内程子（元NHK松山放送局契約）：平戸市
- 矢野香（元NHK長崎放送局契約）：長崎市
- 吉原完
- 渡辺舞（元NHK大分放送局契約）：国見町（現：雲仙市）

### 気象予報士
- 宮崎由衣子

## その他の人物
- 川勝鉄弥（明治時代の牧師）
- 川上光正（ヨーガ指導者）：平戸市
- 塩屋賢一（盲動犬訓練師）
- 瀬川直一（日本海事検定協会会長）：長崎市
- 中村孝明（料理人）
- 中山清（日本武道医学創始者）
- 百武裕司（アマチュア天文家）
- 溝上知親（囲碁プロ棋士）
- 東和男（将棋プロ棋士）
- 深浦康市（将棋プロ棋士）
- 佐々木大地（将棋プロ棋士）
- 瑞原明奈（プロ雀士）：佐世保市
- マイケル・ティー・ヤマグチ（お化け屋敷プロデューサー）：長崎市
- 松木一浩（料理人）：長崎市

## 長崎県にゆかりのある人物

### 長崎県に居住歴のある人物
- 足立梨花（三重県三重郡菰野町）：女優。佐世保市生まれ
- 伊藤英明（岐阜県岐阜市）：俳優。伊藤は佐世保市生まれ[7]。母の実家が長崎県
- 江原啓一郎（東京都）：NHKアナウンサー。初任地がNHK長崎放送局
- 大嶋貴志（埼玉県）：NHKアナウンサー。初任地が長崎局
- 小田切千（神奈川県厚木市）：NHKアナウンサー。初任地が長崎局
- 加藤宇章（宮崎県都城市） : 彫刻家。2歳から高校卒業まで在住
- 川澄奈穂美（神奈川県大和市）：サッカー選手。父親が長崎市勤務だった当時に出生
- 神戸蘭子（宮崎県宮崎市）：モデル。長崎市生まれ。母親が長崎市出身
- 嶋田ココ（兵庫県宝塚市）：NHKアナウンサー。初任地が長崎局
- スガシカオ（東京都渋谷区）：シンガーソングライター。デビュー前、長崎市で会社員として働いていた。
- 瀬田宙大（神奈川県）：NHKアナウンサー。初任地が長崎局
- 手塚太郎（江戸）：漫画家手塚治虫の祖父。長崎控訴院長
- 中橋愛生（佐賀県嬉野市、武雄市）：作曲家。長崎県生まれ
- 八田知大（北海道札幌市）、NHKアナウンサー。初任地が長崎局
- 林田理沙（神奈川県）：NHKアナウンサー。長崎県生まれ。両親が長崎県出身。祖父母が長崎県在住。NHK入職後の初任地も長崎局
- 藤井フミヤ（福岡県久留米市）：シンガーソングライター。デビュー前、早岐駅に勤務していた
- 藤田宗一（京都府綴喜郡八幡町（現：八幡市））：プロ野球選手。島原中央高校出身
- 本間勇輔（福岡県北九州市）：作曲家。2015年より長崎市野母崎町に移住
- 松重豊（福岡県北九州市）：俳優。長崎県長崎市生まれ
- 水上恒司（岡田健史）（福岡県福岡市）：俳優。創成館高校野球部出身
- 宮本りお（千葉県）：グラビアモデル。長崎県育ち
- 森田洋平（東京都中央区）NHKアナウンサー。初任地が長崎局
- 山田麻莉奈（福岡県福岡市）：声優、元HKT48。父親が五島市出身、自身も小学3年まで五島市在住
- 山本美月（福岡県福岡市）：女優、ファッションモデル。長崎県大村市生まれ、小学3年生までは長崎県大村市で育つ

その他、V・ファーレン長崎の選手一覧、長崎ヴェルカの選手一覧、長崎セインツの選手一覧、三菱重工長崎硬式野球部#主な出身プロ野球選手、三菱重工長崎サッカー部#所属選手・スタッフ、三菱重工マラソン部#主な選手、長崎県立国見高等学校#著名な出身者も参考のこと

### 親族が長崎県出身の人物
- 浅田真由（広島県広島市）：タレント。夫の大瀬良大地が大村市出身
- 池田エライザ（福岡県福岡市）：俳優・歌手・ファッションモデル・映画監督・タレント。祖父母が長崎出身
- 石黒賢（東京都）：俳優。父の石黒修が長崎市出身
- 稲川淳二（東京都渋谷区恵比寿）：俳優。ルーツが長崎県
- 川崎のぼる（大阪府大阪市）：漫画家。親が長崎県出身
- 黒田博樹（大阪府大阪市）：プロ野球選手。父の黒田一博が佐世保市出身
- 倖田來未（京都府京都市伏見区）：歌手。父、祖父が長崎県平戸市出身[8]
- 坂田亘（愛知県中島郡祖父江町（現：稲沢市））：プロレスラー。母親が長崎市出身
- 坂本龍一（東京都世田谷区）：作曲家、編曲家、ピアニスト、音楽プロデューサー。母親が諫早市出身、母方の祖父は実業家の下村彌一
- 佐田大陸・佐田詠夢兄妹 （長野県諏訪市）：ヴァイオリニスト、ピアノ奏者。父のさだまさしが長崎市出身
- 高垣麗子（東京都中野区）：ファッションモデル。母と母方の祖父が大村市出身
- 竹中直人（神奈川県）：俳優。母方の高祖父が五島列島福江藩の絵師
- 月亭方正（兵庫県）：落語家。母が長崎県出身、父は佐賀県出身
- 土屋伸之（千葉県船橋市）：漫才コンビナイツのツッコミ担当。母が対馬出身
- DJふぉい （福岡県）：男性歌手、DJ、ゲーム配信者。父親が長崎県長崎市出身
- 堂本光一（兵庫県芦屋市）：KinKi Kidsのメンバー。祖父母が長崎県出身
- 中尾明慶（東京都）：俳優・タレント。妻の仲里依紗が東彼杵郡東彼杵町出身
- Nona（兵庫県神戸市、東京都）：ラジオDJ、ナレーター、ミュージシャン。母が長崎県出身[9]
- 能條桃子（神奈川県平塚市）：アクティビスト。父方の祖母が長崎市出身[10]
- 野茂英雄（大阪府大阪市港区）：プロ野球選手。父が長崎の五島列島出身
- 橋本環奈（福岡県福岡市）: 女優。父が長崎県壱岐市出身
- 藤村俊二（神奈川県鎌倉市）：俳優。親が長崎県出身
- 古澤巌（神奈川県）：ヴァイオリン奏者。父が佐賀県嬉野市生まれで佐世保市育ち。母は父が佐世保の海軍にいた頃に出会って、戦後に親戚と東京へ出て行った[11]
- 古瀬大六（石川県金沢市）：小樽商科大学教授。本籍は高来郡安中村（現：島原市）
  - 山下和美（北海道小樽市）：漫画家。古瀬大六の四女、神奈川県横浜市育ち。
- 穂積由香里（東京都）：元タレント（『積木くずし』のモデル）。母が長崎県出身[12]
- 本多灯（神奈川県横浜市）：競泳選手。父が長崎市出身
- 松尾駿（神奈川県足柄下郡箱根町）：お笑いコンビ・チョコレートプラネット。父が佐世保市出身[13]
- 松尾レミ（長野県豊丘村）：GLIM SPANKYのボーカルとギター。両親が長崎県出身
- 松田優作（山口県）：俳優。父が長崎県出身
  - 松田龍平：優作の長男
  - 松田翔太：優作の次男
- 水原希子（アメリカ合衆国テキサス州ダラス)：ファッションモデル、女優。母が大村市出身。母方の祖母が長崎県在住
  - 水原佑果（兵庫県神戸市）：ファッションモデル。水原希子の妹
- misono（京都市伏見区出身）：タレント。父、祖父が長崎県平戸市出身
- 道枝咲（神奈川県）：AKB48の元メンバー。父が佐世保市出身
- 道枝駿佑（大阪府）：なにわ男子のメンバー。父が佐世保市出身
- 向井慧（愛知県名古屋市）：お笑いトリオパンサーのメンバー。母が佐世保市出身[13]
- 村上勝三（東京都）：哲学研究者。母が長崎市出身
- ルー大柴：コメディアン。祖父が島原市出身
- 渡部建（東京都八王子市）：お笑いコンビアンジャッシュのメンバー。父が長崎市出身

## 架空の人物
- 蝶々夫人（歌劇『蝶々夫人』の主人公）：大村市
- 琴石なる（『ばらかもん』）：五島市
- 遠藤晶（『センチメンタルグラフティ』出生は東京都世田谷区）
- 壱岐雄介（『奈緒子』）
- 荒駒（坂口）松太郎（『のたり松太郎』）
- 高野隆之（『解夏』）
- 安曇俊介（『愛し君へ』）
- 長崎ザビーネ（『もえちり!』シリーズの擬人化キャラ）
- 角松洋介（『ジパング』）:佐世保市
- 坂本轍平（『ファンタジスタ』）
- 遠山乱歩（『ノルマンディーひみつ倶楽部』）
- 横道世之介（『横道世之介』）
- 岡崎泰葉（『アイドルマスター シンデレラガールズ』）
- 木場真奈美（『アイドルマスター シンデレラガールズ』）
- 有浦柑奈（『アイドルマスター シンデレラガールズ』）
- 月岡恋鐘（『アイドルマスターシャイニーカラーズ』）：佐世保市[14]
- 天草シオン（『うたのプリンスさまっ♪』シリーズ）
- 諫早れん（『アイドルデスゲームTV』)
- 波黄凛（『神田川JET GIRLS』)：小値賀町